# Samitier
|  | Aquest article tracta sobre el poble. Vegeu-ne altres significats a «Josep Samitier i Vilalta». |

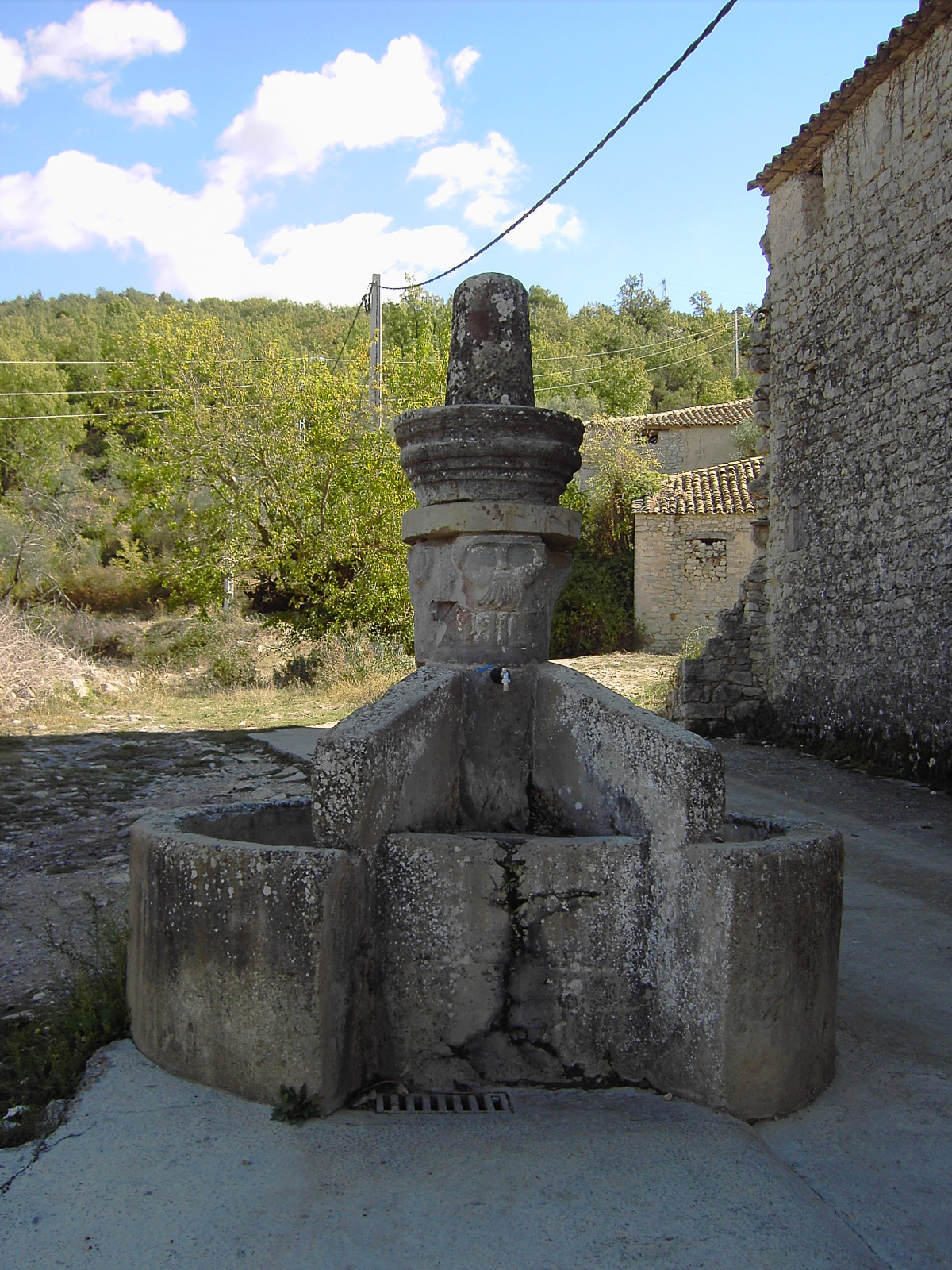
La font de les calaveres a Samitier.

Samitier, Sant Mitier o San Metier és un nucli de població del Baix Sobrarb, situat al Prepirineu, 16 km al SSE de l'Aïnsa. Pertany al terme municipal de La Fova.

## Particularitats
Cal destacar l'església romànica de Sant Ermenter i Sant Celdoni que fou aixecada el 1030 durant el regne de Sanç Garcés III de Pamplona, rei de Navarra i comte d'Aragó.
Un altre lloc interessant és la font de les calaveres, amb calaveres esculpides.
Les festes d'hivern són el 17 de Gener en honor de Sant Antoni Abad i les d'estiu el 15 d'Agost en honor de la Mare de Déu